# Dichromodes raynori
Dichromodes raynori là một loài bướm đêm trong họ Geometridae.